# Abaújkér
Abaújkér ist eine ungarische Gemeinde im Kreis Gönc im Komitat Borsod-Abaúj-Zemplén. Zur Gemeinde gehört der südöstlich gelegene Ortsteil Aranyospuszta.

## Geografische Lage
Abaújkér liegt in Nordungarn, 38 Kilometer nordöstlich des Komitatssitzes Miskolc und 19 Kilometer südwestlich der Kreisstadt Gönc an dem Fluss Szerencsi-patak. Nachbargemeinden sind Abaújalpár, Abaújszántó, Gibárt und Boldogkőújfalu. Die nächstgelegene Stadt Encs befindet sich 6 Kilometer nordwestlich.

## Geschichte
Im Jahr 1907 gab es in der damaligen Kleingemeinde Abaújkér, die zum Komitat Abaúj-Torna gehörte, 205 Häuser und 1040 Einwohner auf einer Fläche von 3366 Katastraljochen.

## Söhne und Töchter der Gemeinde
- Oszkár Bárczay (1846–1898), Heraldiker
- Lajos Baráth (1935–2006), Schriftsteller

## Gemeindepartnerschaften
- Perín (ungarisch Perény), Slowakei

## Sehenswürdigkeiten
- Gyuláné-Illyés-Gedenktafel, erschaffen von István Borsos
- József-Simándy-Gedenkhaus, im Ortsteil Aranyospuszta
- Römisch-katholische Kirche Szent Péter és Pál, erbaut Anfang des 19. Jahrhunderts
- Schloss Bárczay (Bárczay-kastély:), ursprünglich im 18. Jahrhundert erbaut

## Verkehr
Durch Abaújkér verläuft die Hauptstraße Nr. 39, von der die Landstraßen Nr. 3705 und Nr. 3713 abzweigen. Es bestehen Busverbindungen nach Abaújszántó, Encs und Gönc sowie Bahnverbindungen nach Abaújszántó und Hidasnémeti.